# Cifuncho
Cifuncho es un reconocido grupo de compositores e intérpretes de Argentina, originado en el año 2004. Se caracteriza por la producción de música experimental para diferentes contenidos y formatos televisivos, teatrales y cinematográficos.
Han trabajado en diferentes proyectos presentandos en el Festival Internacional de Cine de Mar del Plata y en el Festival de Cine de Tandil

## Dirección General
Tomas Agustín Olano

### Compositores
- Tomás Agustín Olano
- Ezequiel Estola
- Federico Traver

### Intérpretes
- Tomás Agustín Olano
- Fabián Ríos
- Emanuel Karxio